# Ulva (Skotsko)
Ulva je hornatý ostrov, patřící Velké Británii, ležící u západního pobřeží Skotska ve Vnitřních Hebridách.

## Historie
Ostrov byl obydlen již od mezolitických dob. Až do 19. století bylo hlavním zdrojem obživy zejména pěstování brambor a sklizeň a zpracování mořských řas, z nichž se zde vyráběla soda a jód. Brambory i produkty z mořských řas ostrované i vyváželi na pevninu. V roce 1837 žilo na ostrově 604 obyvatel a ekonomika kvetla. Nicméně nový majitel ostrova, Francis W. Clark, se po roce 1835 rozhodl na ostrově postupně rozšiřovat pastviny a chovat ovce. Začal také násilně vytlačovat obyvatele z ostrova pryč a to, v kombinaci s bramborovým hladomorem z let 1846–1856, zdecimovalo místní populaci na 51 obyvatel v roce 1881. 
Poté se ve vlastnictví ostrova vystřídalo několik majitelů. V červenci 2017 nabídl tehdejší majitel ostrov k prodeji. Všech 5 zbylých místních obyvatel se z obav o budoucí vlastnictví ostrova dohodlo na koupi, což se jim i podařilo.